# Andreas Hindelang
Andreas Hindelang (* 6. Mai 1987 in Oberstdorf) ist ein deutscher Fußballspieler.

## Karriere
Hindelang spielte bereits in der Saison 2005/06 in der Bayernliga für die erste Mannschaft des FC Kempten, die trotz Hindelangs acht Toren in 27 Spielen in dieser Saison die Klasse nicht halten konnte. 2007 gelang Kempten auch dank der 17 Saisontore von Hindelang der direkte Wiederaufstieg. In der Bayernliga 2007/08 überzeugte er in der Hinrunde erneut mit sieben Toren in 17 Einsätzen, und so wechselte er im Januar 2008 zur zweiten Mannschaft des VfB Stuttgart. Sein Profidebüt gab Hindelang am 23. August 2008 am vierten Spieltag der Saison 2008/09 für den VfB II in der 3. Liga gegen Dynamo Dresden.
Zur Saison 2010/11 wechselte Hindelang zum FC Memmingen in die Regionalliga Süd. Nach zwei Jahren wechselte er zum Schweizer Viertligisten und Liechtensteiner Verein USV Eschen-Mauren. Bereits nach einem halben Jahr kehrte er nach Deutschland zurück und schloss sich in der Winterpause 2012/13 dem Regionalligisten FV Illertissen an. Im Sommer 2016 verließ er den Verein und wechselte zum TSV 1874 Kottern in die Bayernliga.